# Alegi... sau mori
Alegi... sau mori (titlu original: Choose or Die, cunoscut anterior sub denumirea CURS>R) este un film thriller britanic de groază din 2022 regizat de Toby Meakins (debut regizoral). Rolurile principale au fost interpretate de actorii Asa Butterfield, Iola Evans, Eddie Marsan și Robert Englund. Alegi... sau mori a fost lansat la 15 aprilie 2022 de Netflix.

## Distribuție
- Iola Evans - Kayla
- Asa Butterfield - Isaac
- Eddie Marsan - Hal
- Robert Englund - versiune fictivă a sa
- Kate Fleetwood - Laura
- Ryan Gage - Lance
- Angela Griffin -  Thea
- Pete Machale - Gabe
- Joe Bolland - Beck
- George Hannigan  - Teen Gamer